# Adam Kuligowski
Adam Kuligowski est un joueur d'échecs polonais né le 24 décembre 1955 à Varsovie, grand maître international depuis 1980.

## Biographie et carrière
Adam Kuligowski remporta la médaille de bronze au championnat d'Europe d'échecs junior 1973-1974. Il finit sixième du championnat du monde junior en 1975. Il remporta le championnat de Pologne en 1978 après un match de départage contre Aleksander Sznapik. Il finit troisième du championnat polonais en 1980 et quatrième en 1981.
Grand maître international depuis 1980, Adam Kuligowski représenta la Pologne lors de trois olympiades de 1978 à 1982. En 1978, il remporta la médaille d'or individuelle au deuxième échiquier polonais avec une marque de 10 points en 13 parties (la Pologne finit huitième de la compétition). En 1980 et 1982, il jouait au troisième échiquier de l'équipe polonaise qui finit septième de la compétition, ce qui constitue le meilleur classement de la Pologne aux olympiades après la Seconde Guerre mondiale. En 1980, il remporta la médaille d'argent au deuxième échiquier avec 10 points marqués en 13 parties.